# Plácido Domingo Classics
A Plácido Domingo Classics az első évente megrendezésre kerülő fesztivál, mely a névadó világsztár művész tiszteletére jött létre.

## Alapítás
Az Egyesült Királyságban bejegyzett GuliAnd Menedzsment együttműködve Pécs Megyei Jogú Város Önkormányzatával Plácido Domingo tiszteletére egy évente megrendezésre kerülő nemzetközi multikulturális fesztivált hozott létre. Az alapító a spanyol származású, világhírű művész több évtizedes kimagasló, határokon átívelő művészi munkája, és humanitárius tevékenységei előtt tiszteleg az új produkcióval. A Plácido Domingo Classics Alapító Okiratot Plácido Domingo, Mesterházy Gyula, Magonyi Andreas Zsolt, Nicholas Marko és dr. Páva Zsolt 2017. március 12-én, New Yorkban írták alá. A rendezés jogát első alkalommal Magyarország nyerte el.
Az Alapító Tanács 2016. októberben jött létre. Elnök: Nicholas Marko; tagok: Prof. Dr. Bódis József, Dr. Andrew Zsigmond, Dr. Felcsuti Zsolt, Habsburg György, Kovács Márton és Horváth Balázs.   
A fesztivál működtetésére a GuliAnd Menedzsment és Pécs Megyei Jogú Város Önkormányzata megalapította a PD Classics nonprofit társaságot.  
A rendezvénysorozatot első alkalommal 2017. június 22-25. között rendezték meg Pécs városában. 

## 2017 Fesztivál premier (Pécs)

### 30 év után ismét operaszerepben Magyarországon
- Giuseppe Verdi Traviata opera három felvonásban

Helyszín: Expo Center Pécs
Plácido Domingo 2017. június 24-én, harminc év után ismét operaszerepben lépett színpadra Magyarországon
Főbb szerepekben:
Violetta Valéry - Marina_Rebeka
Giorgio Germont -  Plácido Domingo,
Alfredo Germont - Joshua Guerrero,
Douphol báró -  Nebojsa Babic
D'Obigny márki - Soloman Howard
Gaston -  Igor Ksionžik,
Flora Bervoix- Lázin Beátrix,
Doktor Grenvil - Clementis Tamás,
díszlet-jelmez - Csík György, 
koreográfia - Vincze Balázs,
rendező - Nagy Viktor,
karmester - Eugene Kohn,
karigazgató-zenei főmunkatárs - Csányi Valéria,
hangmérnök - Jerry Eade,
állandó közreműködő - Pannon Filharmonikusok.
- Metropolitan Opera Sztárjai

Angel Blue, Soloman Howard, Yunpeng Wang, vendég: Joshua Guerrero (USA,  Los Angeles Opera), Solymosi Péter trombitaművész,
Pannon Filharmonikusok,karmester: Eugene Kohn
- Zenés Forgatag - mediterrán est

Helyszín: Pécsi Dóm tér

## 2018 (Pécs, Villány, Budapest)

### Pillér események
- Gustavo Santaolalla első alkalommal Magyarországon

A többszörös Oscar-, Golden Globe- és Grammy-díjas világsztár volt a fesztivál sztárvendége, aki első alkalommal lépett fel Magyarországon. Az argentin származású művész a spanyol nyelvű latin-amerikai rock egyik megteremtője és frontembere a világszerte több tízmilliós rajongó táborral rendelkező Bajofondo együttesnek.
- Ünnepi koncert Brenner János szerzetes boldoggá avatása tiszteletére

Helyszín: Kodály központ
- Exkluzív Argentin Est (zenés gasztronómia)

Helyszín: Budapest Hilton
- Villány - Malbec és Cabernet Frank Borkonferencia

Helyszín: Bock Pincészet Villány

## 2019 (Szeged, Villány, Győr)
Szeged-Csanádi Egyházmegye produkciós partnerségével
Házigazda: Dr. Kiss-Rigó László szeged-csanádi püspök.

### Pillér események
- Villány-Chile Borkonferencia

Helyszín: Bock Pincészet Villány
- Nyáresti Broadway (musical est)

Helyszín: Szegedi Nemzeti Színház
Edward Parks Grammy díjas bariton (USA), Gallusz Nikolett, Feke Pál, Ágoston Katalin, Banák László, Benedekfi Zoltán, Benedekfi István, Szegedi Szimfonikus Zenekar, karmester: Csányi Valéria
- Magyarország első egyházi fenntartású ifjúsági és sportcentrumának – Szent Gellért Fórum – nyitókoncertje

Plácido Domingo, Ana María Martínez Grammy-díjas szoprán (USA), ifj. Plácido Domingo, a Győri Balett magántáncosai - Guti Gerda, Herkovics Eszter Andria, Engelbrecht Patrik, MÁV Szimfonikus Zenekar, karmester: Eugene Kohn (USA)